# Freddie van der Goes
Frederika "Freddie" van der Goes (Pretoria, Sudáfrica, 26 de noviembre de 1908-ídem, 24 de octubre de 1976) fue una nadadora sudafricana especializada en pruebas de estilo libre, donde consiguió ser medallista de bronce olímpica en 1928 en los 4 x 100 metros.

## Carrera deportiva
En los Juegos Olímpicos de Ámsterdam 1928 ganó la medalla de bronce en los relevos de 4 x 100 metros estilo libre, con un tiempo 5:13.4 segundos), tras Estados Unidos (oro) y Reino Unido (plata); sus compañeras de equipo fueron las nadadoras: Mary Bedford, Rhoda Rennie y Kathleen Russell.